# Megascolex
Megascolex (von griech. μέγας mégas „groß“ und σκώληξ skṓlēx „Wurm“) ist eine Gattung von Wenigborstern aus der Familie der Megascolecidae (Riesenregenwürmer) in der Ordnung der Crassiclitellata (Regenwürmer im weiteren Sinne), deren über hundert beschriebene Arten in den Tropen mit Schwerpunkt in Asien verbreitet sind.

## Merkmale
Die Riesenregenwürmer der Gattung Megascolex haben zylindrische Körper, die Längen von mehreren Zentimetern bis über einen Meter erreichen können. Um jedes Segment herum verläuft eine Reihe zahlreicher Borsten, die jeweils durch eine Mittellinie am Bauch und am Rücken unterbrochen ist. Der Darmkanal hat vor dem 7. Segment einen Kaumagen und weist keinerlei Blindsäcke auf. Die Nephridien sind diffus büschelförmig.
Das Clitellum umfasst stets mehr als drei Segmente. Die beiden männlichen Geschlechtsöffnungen der Zwitter sitzen bauchseitig am 18. Segment, die unpaare weibliche Geschlechtsöffnung am 14. Segment. Es gibt 1 bis 5 Paar Receptacula seminis, deren Ausgänge sich seitlich bis mittig am Bauch zwischen dem 4. und 9. Segment befinden. Penisborsten sind vorhanden.

## Entwicklungszyklus
Wie alle Gürtelwürmer sind die Riesenregenwürmer der Gattung Megascolex Zwitter und pflanzen sich geschlechtlich durch gegenseitige Begattung fort, wobei das Sperma des jeweiligen Sexpartners in den Receptacula seminis gespeichert wird. Mithilfe des kurzen Clitellums werden Kokons gebildet, in die beide Muttertiere ihre Eier legen und mit dem Sperma des Sexpartners besamen. Die Embryonen entwickeln sich im Kokon zu fertigen Regenwürmern.

## Lebensraum und Lebensweise
Die Megascolex-Regenwürmer sind wie andere Crassiclitellaten Bodenbewohner und Substratfresser, welche die organischen Bestandteile des verschluckten Substrats verdauen.

## Beispielarten und ihre Verbreitung
Als erste Art wurde 1844 von Robert Templeton die in Flachlandregenwäldern auf Sri Lanka heimische Art Megascolex caeruleus beschrieben, die mit Längen von bis zu einem Meter zu den sehr großen Regenwurmarten gehört und durch ihre blaue Färbung auffällig ist.

## Arten
In der Gattung Megascolex sind folgende Arten beschrieben worden, wovon allein in Indien bisher 33 Arten nachgewiesen sind:
- Megascolex acanthodriloides Michaelsen, 1897
- Megascolex adami Michaelsen, 1910
- Megascolex affinis Beddard, 1883
- Megascolex albanyensis Michaelsen, 1907
- Megascolex albidus Beddard, 1895
- Megascolex albidus Jackson, 1931
- Megascolex andersoni Spencer, 1902
- Megascolex animae K. Lee, 1959
- Megascolex annandalei Stephenson, 1913
- Megascolex annulatus Horst, 1883
- Megascolex antarctica Baird, 1873
- Megascolex armatus Horst, 1893
- Megascolex auriculata Aiyer, 1929
- Megascolex avicula Aiyer, 1929
- Megascolex bifoveatus Stephenson, 1913
- Megascolex bistichus Michaelsen, 1907
- Megascolex burniensis Jamieson, 1974
- Megascolex caeruleus Templeton, 1844 (Sri Lanka)
- Megascolex campester Stephenson, 1915
- Megascolex capensis Horst, 1883
- Megascolex celmisiae Jamieson, 1973
- Megascolex cingulatus Beddard, 1892
- Megascolex cochinensis Stephenson, 1915
- Megascolex coeruleus Bourne, 1891
- Megascolex colliensis Michaelsen, 1907
- Megascolex collinus Michaelsen, 1907
- Megascolex crateroides Boardman, 1943
- Megascolex curgensis Michaelsen, 1926
- Megascolex curtus Stephenson, 1913
- Megascolex diffringens Baird, 1869
- Megascolex escherichi Michaelsen, 1910
- Megascolex eunephrus Cognetti, 1911
- Megascolex fardyi Spencer, 1902
- Megascolex filieiseta Stephenson, 1915
- Megascolex fletcheri Michaelsen, 1907
- Megascolex fumigatus Michaelsen, 1903
- Megascolex funis Michaelsen, 1897
- Megascolex fuseus Michaelsen, 1918
- Megascolex galei Michaelsen, 1907
- Megascolex harveyensis Michaelsen, 1907
- Megascolex hendersoni Michaelsen, 1907
- Megascolex heterochaetus Michaelsen, 1918
- Megascolex horai Stephenson, 1922
- Megascolex hortenensis Stephenson, 1915
- Megascolex illidgei Spencer, 1900
- Megascolex imparicystis Michaelsen, 1907
- Megascolex indicus Horst, 1883
- Megascolex inermis Stephenson, 1933
- Megascolex insignis Michaelsen, 1910
- Megascolex iris Michaelsen, 1892
- Megascolex japonicus Horst, 1883
- Megascolex jenolanensis Boardman, 1943
- Megascolex kavalaianus Stephenson, 1915
- Megascolex kempi Stephenson, 1915
- Megascolex konkanensis Fedarb, 1898
- Megascolex kumiliensis Aiyer, 1929
- Megascolex laingii Benham, 1903
- Megascolex larpentensis Spencer, 1902
- Megascolex lineatus Hutton, 1877
- Megascolex lobulatus Spencer, 1902
- Megascolex longicystis Nicholls & Jackson, 1927
- Megascolex longiseta Michaelsen, 1907
- Megascolex lorenri Rosa, 1894
- Megascolex margaritaceus Michaelsen, 1892
- Megascolex mazarredi Rosa, 1894
- Megascolex mediaevicie Michaelsen, 1907
- Megascolex mekonianus Cognetti, 1922
- Megascolex minor Spencer, 1900
- Megascolex monostichus Michaelsen, 1907
- Megascolex montanus Spencer, 1900
- Megascolex monticola Beddard, 1895
- Megascolex montisathuri Jamieson, 1974
- Megascolex mortenseni Michaelsen, 1924
- Megascolex multispinus Michaelsen, 1897
- Megascolex musica Horst, 1883
- Megascolex novaecaledoniae Michaelsen, 1913
- Megascolex novae-zelandiae Lee, 1952
- Megascolex nureliyensis Michaelsen, 1897
- Megascolex oneilli Stephenson, 1914
- Megascolex paranellus Gates, 1945
- Megascolex parvus Michaelsen, 1918
- Megascolex pattipolensis Stephenson, 1913
- Megascolex peermadensis Aiyer, 1929
- Megascolex pentagonalis Stephenson, 1916
- Megascolex peranellus Gates, 1945
- Megascolex pharetratus Rosa, 1894
- Megascolex phaseolus Stephenson, 1915
- Megascolex pictus Michaelsen, 1892
- Megascolex polytheca Stephenson, 1915
- Megascolex porphyrizonas Stephenson, 1924
- Megascolex pritchardi Spencer, 1902
- Megascolex pumilio Stephenson, 1916
- Megascolex purpurascens Michaelsen, 1907
- Megascolex quintus Stephenson, 1913
- Megascolex ratus Cognetti, 1911
- Megascolex robustus Vaillant, 1889
- Megascolex rodwayi Stephenson, 1931
- Megascolex sanctae-helenae Baird, 1873
- Megascolex sarasinorum Michaelsen, 1897
- Megascolex schmardae Horst, 1883
- Megascolex sextus Stephenson, 1913
- Megascolex sieboldi Horst, 1883
- Megascolex simplex
- Megascolex singhalensis Michaelsen, 1897
- Megascolex spectabilis Michaelsen, 1910
- Megascolex sumatranus Horst, 1883
- Megascolex swarbricki Nicholls & Jackson, 1927
- Megascolex sylvestris Hutton, 1877
- Megascolex sylvicola
- Megascolex syndetoporus Jackson, 1931
- Megascolex templetonianus Rosa, 1892
- Megascolex tenax Beddard, 1895
- Megascolex terangiensis Spencer, 1900
- Megascolex tisdalli Spencer, 1902
- Megascolex torbayensis Michaelsen, 1907
- Megascolex travancorense Michaelsen, 1910
- Megascolex travancorensis
- Megascolex trivandranus Stephenson, 1916
- Megascolex varians Michaelsen, 1897
- Megascolex whistleri Michaelsen, 1907
- Megascolex wiburdi Boardman, 1943
- Megascolex willeyi Michaelsen, 1909
- Megascolex zeitri Michaelsen, 1907
- Megascolex zietri
- Megascolex zietzi Michaelsen, 1907
- Megascolex zygochaetus Michaelsen, 1897